# Stephan Käfer
Stephan Käfer (ur. 29 kwietnia 1975 r. w Moguncji, w Nadrenii-Palatynat) – niemiecki aktor filmowy i telewizyjny.
Ucząszczał na prywatne lekcje aktorstwa i uczestniczył w licznych warsztatach w Los Angeles, Hamburgu i Berlinie. Od odcinka 3611 opery mydlanej ARD Verbotene Liebe (Zakazana miłość), który wyemitowany był 7 maja 2010 roku wcielił się w księcia Filipa z Hohenfelden, który został uśmiercony w październiku 2011. 

## Wybrana filmografia
- 2003: My Time
- 2003: Siedem godzin temu (Seven hours ago)
- 2009: Rosa Roth jako Notarzt
- 2009: Hamster (AT)
- 2010: Dr. Chauvi jako Arzt
- 2009: Helfen Sie mir „Noch einmal Vollgas“
- 2009: The Great Escape
- 2010–2011: Verbotene Liebe (Zakazana miłość) jako książę Filip z Hohenfelden
- 2011: SOKO 5113 jako Martin Erlinger
- 2011: Pupetta il coraggio e la passione jako Amedeo Malpighi
- 2012: SOKO Stuttgart jako Raimund Heckmann
- 2012: Heiter bis tödlich: Henker & Richter jako Toni
- 2013-: Unter Uns (Między nami) jako Florian Stein
- 2014: Il peccato e la vergogna 2 jako Malpietro
- 2014: Un matrimonio da favola jako Michael
- 2014: Ein Fall für Zwei: Reloaded jako Tim Kortner